# Zalando
Zalando är ett modeföretag från Berlin som säljer livsstilsprodukter och modekläder på nätet. Företaget grundades 2008. År 2012 omsatte företaget 1,15 miljarder euro, vilket var en fördubbling jämfört med 2011. Kinnevik är största ägaren i Zalando med sina 32 %. Sedan 2021 har Kinnevik utskiftat allt ägande i Zalando. Zalando är Europas ledande nätbutik för mode och skor på nätet (2013).
Idag finns Zalando i Tyskland,  Sverige, Österrike, Schweiz, Frankrike, Belgien, Nederländerna, Italien, Spanien, Polen, Danmark, Finland, Norge och Storbritannien. Huvudkontoret ligger i Berlin.

## Utbud

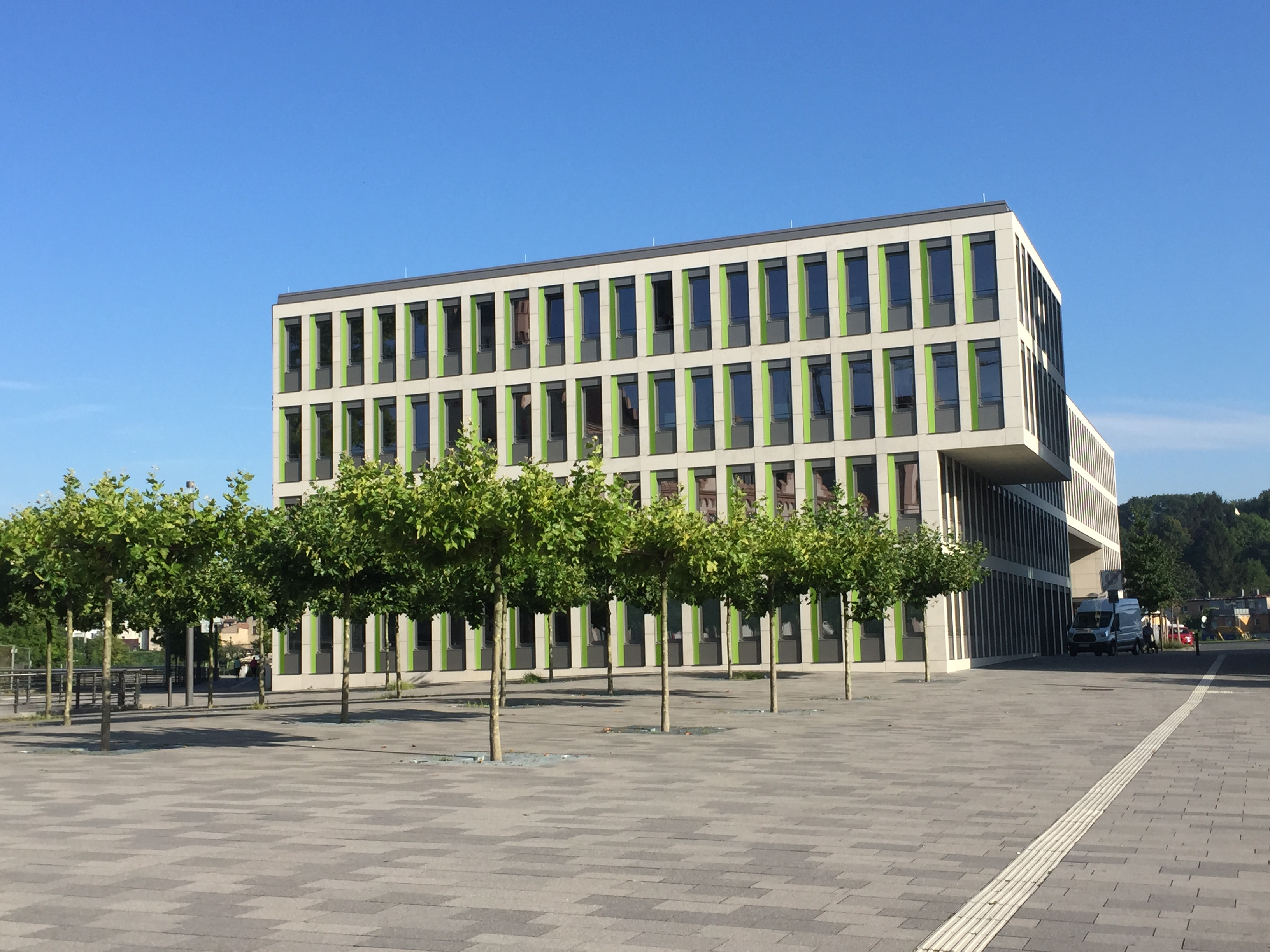
Zalando IT Center (Dock 1), Phoenix-See, Dortmund

Zalando saluför kläder och skor för män, kvinnor och barn. Företaget har över 150 000 produkter från flera olika varumärken. Förutom kläder säljs accessoarer, heminredning och sportartiklar.

## Tidslinje över expansion
2008: Zalando grundas i Berlin.
2009: Företaget börjar leverera till Österrike. 
2010: Lansering i Frankrike och Nederländerna. 
2011: Lansering i Storbritannien, Italien och Schweiz. Österrike får sin egen sida, Zalanto.at. 
2012: Lansering i Belgien, Spanien, Sverige, Danmark, Polen, Finland och Norge.

## Kontroverser
I juli 2012 rapporterade den tyska TV-kanalen ZDF om arbetsförhållandena i företagets packnings- och distributionscentrum nära Berlin. I inslaget jämfördes arbetsförhållandena med "modernt slaveri" och man påstod att en del anställda, som pendlade mer än 200 kilometer från Polen, vid vissa avdelningar inte ens fick sitta ner. Zalando har besvarat kritiken gällande arbetsförhållanden i lagret bland annat via sin företagsblogg. Där skriver Zalando att de har skapat ett åtgärdspaket tillsammans med serviceleverantören DocData som driver arbetet i fabriken. Bland annat ska de installera ergonomiska fotmattor för arbetet som sker stående, de ska även installera fler pausområden, toaletter och förvaringsskåp för de anställda.
Under 2020, 2021 och 2023 har Aftonbladet och Expressen rapporterat om Zalandos lager i Upplands-Bro. Arbetare vid lagret jämförde förhållandena med slaveri, och ett kommunalråd drog paralleller till vikingatiden. Vid förhandlingar med facket har anställda vittnat om stress och rasism, och om att raster och samtal inte är tillåtna för anställda.